# Micrulia rufula
Micrulia rufula är en fjärilsart som beskrevs av W. Warren 1899. Micrulia rufula ingår i släktet Micrulia och familjen mätare. Inga underarter finns listade i Catalogue of Life.